# Sac embryonnaire

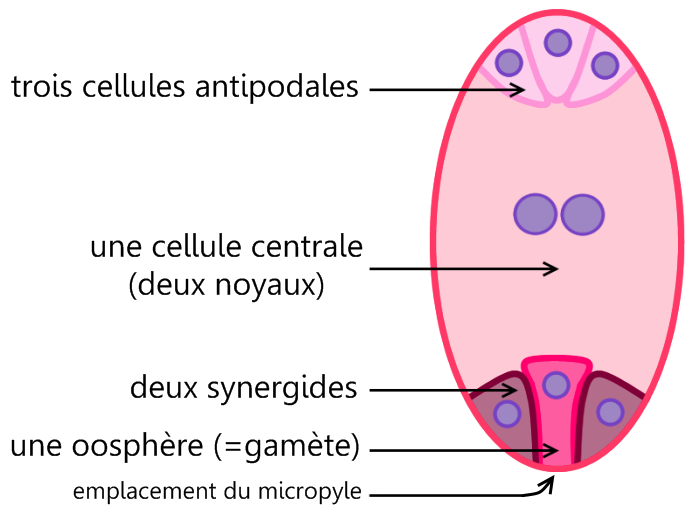
Schéma du sac embryonnaire (gamétophyte femelle) chez les Angiospermes

En botanique, le sac embryonnaire désigne le gamétophyte femelle des Angiospermes et est inclus dans l'ovule. Il représente l'équivalent de l'endosperme des Gymnospermes.
Le sac embryonnaire est formé lors de la maturation de l'ovule, par la différenciation progressive d'une ou de plusieurs des quatre macrospores formées au sein du nucelle. En général, trois mégaspores dégénèrent et une seule survit pour donner le sac embryonnaire. Dans certains groupes de végétaux cependant, deux (chez le genre Allium par exemple) ou même les quatre mégaspores survivent et s'assemblent pour former le sac.

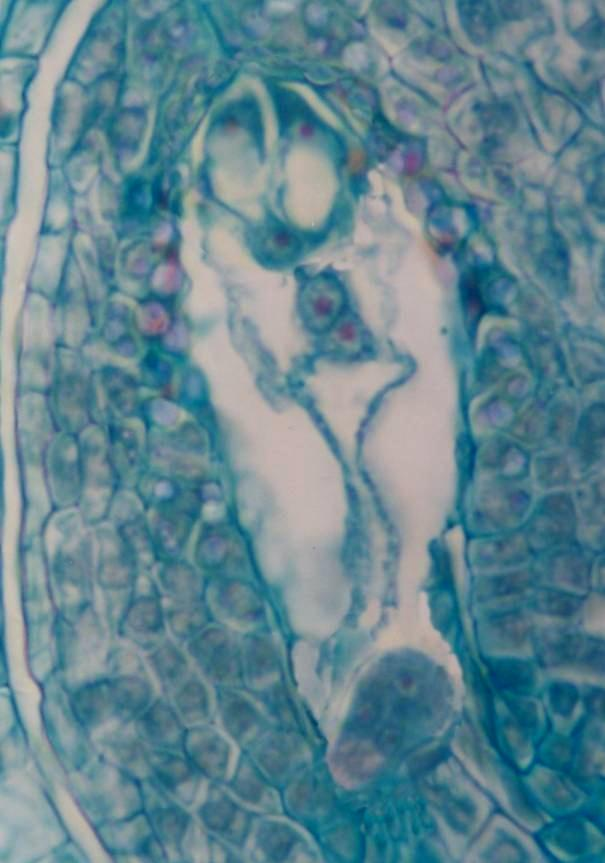
Micro-photographie d'un sac embryonnaire (gamétophyte femelle) chez les Angiospermes

Le sac embryonnaire est en général composé de sept noyaux individualisés en cellules ou non : trois antipodes, deux synergides, une oosphère (qui donnera l'embryon à la suite de la fécondation) et une cellule centrale (deux noyaux polaires au sein d'un même cytoplasme). Chez certains groupes de plantes, le nombre de noyaux et de cellules du sac est différent. Les Onagracées par exemple possèdent un sac embryonnaire à quatre cellules : une oosphère, deux synergides, et un noyau central. Chez les Graminées, les antipodes subissent des divisions supplémentaires, de sorte que le sac embryonnaire contient plus de 8 noyaux.
Après la double fécondation, le sac embryonnaire donne naissance d'une part à l'embryon et d'autre part à l'albumen, tissu de réserve qui servira à nourrir la jeune plantule avant qu'elle ne devienne autotrophe.